# Louis Sérendat de Belzim
 (janvier 2015).
Si vous disposez d'ouvrages ou d'articles de référence ou si vous connaissez des sites web de qualité traitant du thème abordé ici, merci de compléter l'article en donnant les références utiles à sa vérifiabilité et en les liant à la section « Notes et références ».
Louis Sérendat de Belzim, né le 26 juin 1854 à Port-Louis (Maurice) et mort le 25 mars 1933 à Saint-Germain-en-Laye, est un peintre mauricien et français.
Il est président et cofondateur du Salon d'hiver et président de l'Association syndicale professionnelle des peintres et sculpteurs français.

## Biographie
Louis Sérendat de Belzim naît à l'île Maurice, colonie francophone de l'Empire britannique, dans une famille franco-mauricienne. Il est le fils d'Adolphe Édouard Sérendat et d'Émilie Pauline Marie Jullien de Belzim.
Il est l'époux de Marie-Charlotte Charles (1855-1944).
Sa mère, Émilie-Pauline De Belzim, meurt le 7 septembre 1883 à Paris 8e (acte no 1382), elle est née à Port-Louis (Ile Maurice), domiciliée rue de Miromesnil, fille d’Édouard-Julien De Belzim et d’Émilie-Antoinette Adrian.
Son père, Adolphe-Édouard Sérendat, ancien consul général de Portugal et du Brésil à l'île Maurice, meurt le 28 janvier 1891 à Paris 8e, (acte no 212), il est né à Port-Louis (Ile Maurice), domicilié boulevard Malesherbes, fils de Jean-Baptiste-Hercule Sérendat et d’Euphrasie Suzor.
Il est élève d'Alfred de La Hogue (1810-1886) et de Lisis Le Maire. Il se fait connaître comme portraitiste de notabilités locales, comme Victor Delafaye, Sir Eugène Leclézio, Léon Carvalho, le docteur Le Juge de Segrais, Brown-Séquard, Louis Bouton, etc.
Il part pour la France en 1880, où il devient l'élève de Carolus Duran et entre à l'École des beaux-arts de Paris dans l'atelier d'Alexandre Cabanel. Il rejoint la Société des artistes indépendants comme trésorier, car ses toiles sont refusées par le Salon en 1885 et 1886. Il expose au Salon des indépendants de 1887 à 1893 (dont Portrait de femme et Jeune fille lisant au Salon des indépendants de 1890). Son Portrait d'une Parisienne lui vaut une médaille d'or à l'exposition française de Tunis en 1887. Il remporte un grand succès pour son exposition personnelle de 1894 à Paris.
Il reçoit des commandes d'art sacré par la suite, notamment pour l'église de Carquefou. Son portrait de Sainte Ursule est conservée à l'église de Centre de Flacq.
Sérendat de Belzim est président de l'Association syndicale des peintres et sculpteurs français, chevalier de la Légion d'honneur et officier de l'Instruction publique.
Louis Sérendat de Belzim est inhumé au cimetière de Montmartre, dans la 33e division, la tombe (au nom de Sérendat de Belzim et Harel) est proche de l'entrée du cimetière, derrière les panneaux d'informations, il est inhumé avec son père, son épouse, sa tante : Anaïs Sérendat et la famille de cette dernière, Anaïs Sérendat avait épousé Charles-Pïerre Harel.

## Collections publiques
- Église de Carquefou : triptyque
- Église de Centre de Flacq : Sainte Ursule
- Mauritius Institute
- Société royale des arts et des sciences de l'île Maurice
- Municipalité de Port-Louis : Autoportrait de Louis Sérendat de Belzim
- Port-Louis, Bibliothèque de la Cour Suprême :
  - Portrait de Victor Delafaye, huile sur toile
  - Portrait d'Eugène Le Clézio, huile sur toile

## Illustrations
- François Bournand, Le clergé pendant la guerre de 1870-1871 - Le clergé pendant la Commune 1871, illustrations de Barentin et Sérendat de Belzim, 2 volumes, Tolra, 1891-1892

## Distinctions
- Officier de l'Instruction publique
- Chevalier de la Légion d'honneur